# Volta a Catalunya 2018
98. ročník etapového cyklistického závodu Volta a Catalunya se konal mezi 19. a 25. březnem 2018 ve Španělsku. Celkovým vítězem se stal podruhé v řadě a potřetí v kariéře Španěl Alejandro Valverde z týmu Movistar Team. Na druhém a třetím místě se umístili Kolumbijec Nairo Quintana (Movistar Team) a Francouz Pierre Latour (AG2R La Mondiale).

## Týmy
Závodu se účastnilo všech 18 UCI WorldTeamů společně se 7 UCI Professional Continental týmy. Každý z 25 týmů přijel se 7 jezdci, na start se celkem postavilo 175 jezdců. Do cíle v Barceloně dojelo 111 jezdců.
UCI WorldTeamy
- AG2R La Mondiale
- Astana
- Bahrain–Merida
- BMC Racing Team
- Bora–Hansgrohe
- EF Education First–Drapac p/b Cannondale
- Groupama–FDJ
- LottoNL–Jumbo
- Lotto–Soudal
- Mitchelton–Scott
- Movistar Team
- Quick-Step Floors
- Team Dimension Data
- Team Katusha–Alpecin
- Team Sky
- Team Sunweb
- Trek–Segafredo
- UAE Team Emirates

UCI Professional Continental týmy
- Burgos BH
- Caja Rural–Seguros RGA
- Cofidis
- Euskadi–Murias
- Fortuneo–Samsic
- Israel Cycling Academy
- Team Manzana Postobón

## Trasa a etapy
Celá trasa závodu byla odhalena 12. března 2018.
| Etapa         | Datum         | Trasa                             | Vzdálenost | Typ       | Typ                 | Vítěz                       |
| ------------- | ------------- | --------------------------------- | ---------- | --------- | ------------------- | --------------------------- |
| 1             | 19. března    | Calella - Calella                 | 152,3 km   |           | Středně těžká etapa | Álvaro Hodeg (COL)          |
| 2             | 20. března    | Mataró - Valls                    | 175,6 km   |           | Středně těžká etapa | Alejandro Valverde (ESP)    |
| 3             | 21. března    | Sant Cugat del Vallès - Camprodon | 153,2 km   |           | Horská etapa        | Thomas De Gendt (BEL)       |
| 4             | 22. března    | Llanars - La Molina               | 170,8 km   |           | Horská etapa        | Alejandro Valverde (ESP)    |
| 5             | 23. března    | Llívia - Vielha–Val d'Aran        | 212,9 km   |           | Středně těžká etapa | Jarlinson Pantano (COL)     |
| 6             | 24. března    | La Pobla de Segur - Torrefarrera  | 117 km     |           | Zvlněná etapa       | Maximilian Schachmann (GER) |
| 7             | 25. března    | Barcelona - Barcelona             | 154,8 km   |           | Zvlněná etapa       | Simon Yates (GBR)           |
| Celková délka | Celková délka | Celková délka                     | 1136,6 km  | 1136,6 km | 1136,6 km           | 1136,6 km                   |

## Průběžné pořadí
| Etapa          | Vítěz                 | Celkové pořadí     | Vrchařská soutěž   | Sprinterská soutěž | Soutěž mladých jezdců | Soutěž týmů    |
| -------------- | --------------------- | ------------------ | ------------------ | ------------------ | --------------------- | -------------- |
| 1              | Álvaro Hodeg          | Álvaro Hodeg       | Wilmar Paredes     | Tom Bohli          | Álvaro Hodeg          | Bora–Hansgrohe |
| 2              | Alejandro Valverde    | Alejandro Valverde | Pierre Latour      | Tom Bohli          | Matej Mohorič         | Bahrain–Merida |
| 3              | Thomas De Gendt       | Thomas De Gendt    | Thomas De Gendt    | Lluís Mas          | Matej Mohorič         | Lotto–Soudal   |
| 4              | Alejandro Valverde    | Alejandro Valverde | Alejandro Valverde | Lluís Mas          | Egan Bernal           | Movistar Team  |
| 5              | Jarlinson Pantano     | Alejandro Valverde | Alejandro Valverde | Lluís Mas          | Egan Bernal           | Movistar Team  |
| 6              | Maximilian Schachmann | Alejandro Valverde | Alejandro Valverde | Lluís Mas          | Egan Bernal           | Movistar Team  |
| 7              | Simon Yates           | Alejandro Valverde | Alejandro Valverde | Lluís Mas          | Pierre Latour         | Movistar Team  |
| Konečné pořadí | Konečné pořadí        | Alejandro Valverde | Alejandro Valverde | Lluís Mas          | Pierre Latour         | Movistar Team  |

## Konečné pořadí
| Legenda | Legenda                            | Legenda | Legenda                                 |
| ------- | ---------------------------------- | ------- | --------------------------------------- |
|         | Označuje vítěze celkového pořadí.  |         | Označuje vítěze soutěže mladých jezdců. |
|         | Označuje vítěze vrchařské soutěže. |         | Označuje vítěze sprinterské soutěže.    |

### Celkové pořadí
| Pořadí | Jezdec                 | Tým                                      | Čas         |
| ------ | ---------------------- | ---------------------------------------- | ----------- |
| 1      | Alejandro Valverde     | Movistar Team                            | 28h 25’ 07” |
| 2      | Nairo Quintana         | Movistar Team                            | + 29”       |
| 3      | Pierre Latour          | AG2R La Mondiale                         | + 47”       |
| 4      | Simon Yates            | Mitchelton–Scott                         | + 47”       |
| 5      | Marc Soler             | Movistar Team                            | + 1’ 10”    |
| 6      | George Bennett         | LottoNL–Jumbo                            | + 1’ 23”    |
| 7      | Daniel Felipe Martínez | EF Education First–Drapac p/b Cannondale | + 1’ 29”    |
| 8      | Steven Kruiswijk       | LottoNL–Jumbo                            | + 1’ 31”    |
| 9      | Jesper Hansen          | Astana                                   | + 1’ 31”    |
| 10     | Thibaut Pinot          | Groupama–FDJ                             | + 1’ 34”    |

### Vrchařská soutěž
| Pořadí | Jezdec             | Tým                    | Body |
| ------ | ------------------ | ---------------------- | ---- |
| 1      | Alejandro Valverde | Movistar Team          | 46   |
| 2      | Jordi Simón        | Burgos BH              | 34   |
| 3      | Marc Soler         | Movistar Team          | 22   |
| 4      | Antonio Molina     | Caja Rural–Seguros RGA | 22   |
| 5      | Enric Mas          | Quick-Step Floors      | 18   |
| 6      | Maxime Monfort     | Lotto–Soudal           | 18   |
| 7      | Jarlinson Pantano  | Trek–Segafredo         | 16   |
| 8      | Antonio Pedrero    | Movistar Team          | 16   |
| 9      | Daryl Impey        | Mitchelton–Scott       | 15   |
| 10     | Dan Martin         | UAE Team Emirates      | 15   |

### Sprinterská soutěž
| Pořadí | Jezdec                | Tým                    | Body |
| ------ | --------------------- | ---------------------- | ---- |
| 1      | Lluís Mas             | Caja Rural–Seguros RGA | 13   |
| 2      | Alejandro Valverde    | Movistar Team          | 8    |
| 3      | José Joaquin Rojas    | Movistar Team          | 5    |
| 4      | Tom Bohli             | BMC Racing Team        | 5    |
| 5      | Diego Rubio           | Burgos BH              | 3    |
| 6      | Giovanni Visconti     | Bahrain–Merida         | 3    |
| 7      | Louis Vervaeke        | Team Sunweb            | 3    |
| 8      | Cyril Barthe          | Euskadi–Murias         | 3    |
| 9      | Antonio Molina        | Caja Rural–Seguros RGA | 2    |
| 10     | Maximilian Schachmann | Quick-Step Floors      | 2    |

### Soutěž mladých jezdců
| Pořadí | Jezdec                 | Tým                                      | Čas         |
| ------ | ---------------------- | ---------------------------------------- | ----------- |
| 1      | Pierre Latour          | AG2R La Mondiale                         | 28h 25’ 54” |
| 2      | Marc Soler             | Movistar Team                            | + 23”       |
| 3      | Daniel Felipe Martínez | EF Education First–Drapac p/b Cannondale | + 42”       |
| 4      | Ben O'Connor           | Team Dimension Data                      | + 48”       |
| 5      | David Gaudu            | Groupama–FDJ                             | + 58”       |
| 6      | Hugh Carthy            | EF Education First–Drapac p/b Cannondale | + 1’ 31”    |
| 7      | Louis Vervaeke         | Team Sunweb                              | + 2’ 44”    |
| 8      | Matej Mohorič          | Bahrain–Merida                           | + 2’ 56”    |
| 9      | Bjorg Lambrecht        | Lotto–Soudal                             | + 6’ 17”    |
| 10     | Jhonatan Narváez       | Quick-Step Floors                        | + 7’ 38”    |

### Soutěž týmů
| Pořadí | Tým                                      | Čas         |
| ------ | ---------------------------------------- | ----------- |
| 1      | Movistar Team                            | 85h 17’ 39” |
| 2      | AG2R La Mondiale                         | + 5’ 02”    |
| 3      | Groupama–FDJ                             | + 5’ 27”    |
| 4      | Astana                                   | + 6’ 30”    |
| 5      | EF Education First–Drapac p/b Cannondale | + 8’ 27”    |
| 6      | Mitchelton–Scott                         | + 10’ 55”   |
| 7      | LottoNL–Jumbo                            | + 11’ 39”   |
| 8      | Fortuneo–Samsic                          | + 12’ 39”   |
| 9      | Team Manzana Postobón                    | + 14’ 01”   |
| 10     | Quick-Step Floors                        | + 17’ 18”   |